# Красно-жёлтые дни
«Красно-жёлтые дни» — песня советской рок-группы «Кино», вошедшая в «Чёрный альбом» 1991 года. Была написана Виктором Цоем во время последнего тура группы в начале 1990 года. В июне того же года во время её исполнения в московской квартире музыканта она была записана на диктофон режиссёром Рашидом Нугмановым. Тем же летом Цой и Юрий Каспарян в Плиеньциемсе создали демозапись для нового альбома. 

## История
В начале 1990 года «Кино» отправилась в масштабное турне по Советскому Союзу, вместе с этим — последнее с участием Виктора Цоя. Во время него музыкант написал серию песен, среди которых была и «Красно-жёлтые дни». После концерта «Кино» в «Лужниках» 24 июня Цой, его подруга Наталия Разлогова и Нугманов отправились в квартиру музыканта, в которой он спел песни, позже вошедшие в «Чёрный альбом», включая «Красно-жёлтые дни». Нугманов записал их на диктофон.
Тем же летом Цой и Каспарян в Плиеньциемсе, Латвия, сделали демозапись песен для нового альбома. По словам Каспаряна, работа велась медленно «в каком-то сарайчике». Была полностью записана и инструментирована только песня «Красно-жёлтые дни». Демо-версия вошла в сборник «Последние записи». Запись альбома была увезена Каспаряном в Ленинград, а одну из её копий Цой хранил в своей машине. После смерти Цоя остальные члены группы доработали пластинку. «Чёрный альбом» вышел 12 января 1991 года. 

## Поэтика песни
«Красно-жёлтые дни» семантически являются продолжением песни «Стук» из альбома «Звезда по имени Солнце». Основное настроение композиции — грусть и тоска. В ней затрагиваются темы возвращения и ухода, начало лирического героя и его выбор, происходит актуализация образа дома. По мнению кандидата филологических наук Лексины А. В., в песнях «Чёрного альбома» присутствует апокалиптический мотив, в частности в «Красно-жёлтых днях» — ощущение невозможности благоприятного развития культурных традиций, в которых главным являются любовь и мечта. 
По мнению Иванова Д. И. и Шаджановы Е. И., в отрывке «На пороге ветер заждался меня, на пороге осень, моя сестра» порог представляет собой переломный момент, точку невозврата, а осень — время года, подводящее итоги цикла жизни как и природы, так и человека. В песне упоминается красно-жёлтый цвет, олицетворяющий осень: «После красно-жёлтых дней начнётся и кончится зима. Горе ты моё от ума, не печалься, гляди веселей». По мнению Хулины К. И., для слушателя эти два цвета должны быть отдельны друг от друга. Красный — бунтарство и веселье, а жёлтый — примирения с наступающей зимой.
Образ депо («Застоялся мой поезд в депо, снова я уезжаю, пора»), по мнению Иванова Д. И. и Шаджановы Е. И., может представлять собой жизнь лирического героя, которая оборвётся, как только он отправится в путь. Кандидат филологических наук Петрова С. А. считает, что образ поезда является средством движения, помогающее преодолеть инертность, статичность и застойность.
Также в песне, по мнению А. Д. Наумовой и Е. В Ли, присутствует уже появлявшийся в творчестве Цоя образ-символ звезды, несущий в себе значение отрешённости и осознания своего пути: «А мне приснилось: миром правит любовь, А мне приснилось: миром правит мечта. И над этим прекрасно горит звезда…».
В «Красно-жёлтых днях» используется восходящей к Древней Спарте фразеологизм со щитом или на щите, означающий победить или погибнуть со славой: «И я вернусь домой — со щитом, а, может быть, — на щите, в серебре, а, может быть, — в нищете, но как можно скорей». Этот отрывок затрагивает тему размышлений и предположений о будущем. Также в песне присутствует выражение «Горе ты моё от ума», возникшее путём слияния двух устойчивых словосочетаний «горе ты моё» и «горе от ума».

## Участники записи
- Виктор Цой — вокал, гитара
- Юрий Каспарян — гитара
- Игорь Тихомиров — бас-гитара
- Георгий Гурьянов — ударные
- Юрий Айзеншпис — продюсер
- Жан Такси — сведение (Studio Val d’Orge, Париж, Франция).